# Юскин, Василий Михайлович
Василий Михайлович Юскин (25 апреля 1905, Михайловская Слобода, Раменский район — 23 марта 1980, Михайловская Слобода, Московская область) — передовик советского сельского хозяйства, заведующий фермой колхоза имени Тельмана Раменского района Московской области, Герой Социалистического Труда (1949).

## Биография
Родился 25 апреля 1905 года в селе Михайловская Слобода, Бронницкого уезда в русской семье крестьянина. С первого дня организации колхоза «Труд» в 1928 году вступил в него и стал выполнять различные сельскохозяйственные работы. Работал бригадиром на молочно-товарной ферме. В 1931 году была организована молочно-товарная ферма, в ней содержалось 68 коров. Через год был построен скотный двор, стадо значительно увеличилось. Колхоз имел собственную кормовую базу на площади 283 гектара. К 1938 году были возведены родильное отделение, новый скотный двор, телятник.
Заведующий фермой Василий Михайлович сумел за годы своей работы повысить эффективность дойного стада. В 1938 году был получен высокий показатель производства молока до 4600 килограмм в среднем на каждую корову. Коровы этой фермы принимали участие в первой сельскохозяйственной выставке, многие были удостоены высоких наград. Шестеро животноводов были награждены орденами СССР. В годы Великой Отечественной войны колхоз строго выполнял план по производству продукции и сдавал её государству. Был в числе передовых хозяйств Московской области.
В 1948 году на ферме было получено 5178 килограмм молока в среднем на каждую корову с содержанием 191 килограмма молочного жира.
За получение высокой продуктивности животноводства 1948 году при выполнении колхозами обязательных поставок сельскохозяйственных продуктов и плана развития животноводства по всем видам скота, Указом Президиума Верховного Совета СССР от 24 июня 1949 года Василию Михайловичу Юскину было присвоено звание Героя Социалистического Труда с вручением ордена Ленина и золотой медали «Серп и Молот».
В дальнейшем продолжал трудовую деятельность. Являлся пятикратным участником ВДНХ.
Умер 23 марта 1980 года, похоронен на старом Михайлово-Слободском кладбище.

## Награды
За трудовые успехи удостоен:
- золотая звезда «Серп и Молот» (24.06.1949),
- орден Ленина (24.06.1949),
- Орден Трудового Красного Знамени (18.09.1950),
- другие медали.